# Treća Crnogorska Liga
Die Treća Crnogorska Liga ist die dritthöchste Spielklasse im montenegrinischen Herrenfußball. Sie wird in vier Gruppen ausgespielt, deren Meister anschließend im Modus Jeder-gegen-Jeden mit jeweils Hin- und Rückspiel die zwei Aufsteiger zur Druga Crnogorska Liga ausspielen.

## Mannschaften 2024/25

### Nordmontenegro
- FK Berane – Berane
- FK Borac Bijelo Polje – Bijelo Polje
- FK Brskovo – Mojkovac
- FK Gusinje – Gusinje
- OFK Gusinje – Gusinje
- FK Komovi – Andrijevica
- FK Petnjica – Petnjica
- FK Pljevlja 1997 – Pljevlja
- FK Polimlje – Murino

### Zentralmontenegro

#### Gruppe A
- FK Čelik Nikšić – Nikšić
- Crvena Stijena Podgorica – Podgorica
- FK Karioke – Podgorica
- FK Njegoš Danilovgrad – Danilovgrad
- FK Olimpico – Golubovci
- FK Onogošt Nikšić – Nikšić
- OFK Spuž – Spuž
- FK Stari Aerodrom – Podgorica
- FK Zabjelo – Podgorica
- FK Zeta Golubovci – Golubovci
- FK Zora Spuž – Spuž

#### Gruppe B
- FK Balkan Eagles – Tuzi
- Boca Juniors MNE – Podgorica
- FK Danilovgrad – Danilovgrad
- FK Drezga – Podgorica
- FK Fans United – Podgorica
- FK Ilarion – Golubovci
- FK International Podgorica – Podgorica
- FK MKM Podgorica – Podgorica
- FK Polet Stars Nikšić – Nikšić
- FK Ribnica – Podgorica
- OFK Titograd – Podgorica

### Südmontenegro
- FK Adrenalin Kotor – Kotor
- FK Sloga Bar – Bar
- FK Balkan Bar – Bar
- FK Budva – Budva
- FK Cetinje – Cetinje
- FK Obilić Herceg Novi – Herceg Novi
- FK Sloga Radovići – Tivat

## Bisherige Aufsteiger in die Druga Crnogorska Liga
| Saison  | Nord           | Zentral                    | Süd               |
| ------- | -------------- | -------------------------- | ----------------- |
| 2007/08 | -              | FK Ribnica                 | FK Mornar Bar     |
| 2008/09 | -              | FK Gusinje                 | OFK Bar           |
| 2009/10 | FK Pljevlja    | FK Bratsvo                 | -                 |
| 2010/11 | FK Petnjica    | -                          | OFK Igalo         |
| 2011/12 | -              | FK Zora Spuž               | Arsenal Tivat     |
| 2012/13 | -              | FK KOM                     | FK Cetinje        |
| 2013/14 | FK Radnički    | FK Iskra                   | -                 |
| 2014/15 | FK Brskovo     | FK Grafičar                | -                 |
| 2015/16 | -              | FK Celik Nikšić            | FC Otrant Ulcinj  |
| 2016/17 | -              | OFK Mladost Lješkopolje    | -                 |
| 2017/18 | -              | -                          | FK Arsenal Tivat  |
| 2018/19 | FK Ibar Rožaje | FK Drezga                  | -                 |
| 2019/20 | FK Berane      | OFK Mladost Donja Gorica   | -                 |
| 2020/21 | FK Petnjica    | OFK Mladost Donja Gorica   | -                 |
| 2021/22 | FK Ibar Rožaje | OFK Nikšić                 | -                 |
| 2022/23 | -              | FK Internacional Podgorica | FK Lovćen Cetinje |
| 2023/24 | FK Ibar Rožaje | -                          | -                 |
| 2024/25 | FK Berane      | FK Internacional Podgorica | -                 |